# Prefettura autonoma miao e dong di Qiandongnan
La prefettura autonoma miao e dong di Qiandongnan (in cinese: 黔东南苗族侗族自治州, pinyin: Qiándōngnán Miáozú Dòngzú Zìzhìzhōu) è una prefettura autonoma della provincia del Guizhou, in Cina.

## Amministrazione
La prefettura comprende sedici suddivisioni, rappresentate da una città-contea e da quindici contee:
- Kaili
- Contea di Shibing
- Contea di Congjiang
- Contea di Jinping
- Contea di Zhenyuan
- Contea di Majiang
- Contea di Taijiang
- Contea di Tianzhu
- Contea di Huangping
- Contea di Rongjiang
- Contea di Jianhe
- Contea di Sansui
- Contea di Leishan
- Contea di Liping
- Contea di Cengong
- Contea di Danzhai